# أندريان (إيطاليا)
أندريان؛ (حيث انها تُلفظ بالألمانية: [ˈandrɪan] ؛ (بالإيطالية: Andriano) ‎[andriˈaːno]‏ )، وهي تعتبر بلدية في جنوب تيرول تقع في شمال دولة إيطاليا، وتقع على بعد حوالي 9 كيلومتر (6 ميل) شمال غرب مدينة بولزانو.

## جغرافيا
اعتبارًا من 30 نوفمبر عام 2010 ، انه كان يبلغ عدد سكانها 1043 نسمة وتبلغ مساحتها الكاملة 4.9 كيلومتر مربع (1.9 ميل2) .
حيث تقع اندريان على حدود البلديات التالية: ايبان و ونال وتيرلان .

## تاريخيا

### معطف الاذرع
شعارها المعتمد هو شعار أسياد Andrian . إنها حفلة لكل شاحب من جولس وأرجنت مع كومة منحنية إلى الداخل وتتناوب الألوان. وقد تم اعتماد الشارة في عام 1968.

## مجتمع

### التوزيع اللغوي
وفقًا للتعداد عام 2011 ، تبين انه يتحدث 89.96٪ من السكان اللغه الألمانية ، و 9.53٪ إيطاليون و 0.51٪ Ladin كلغة أولى.
| لغة     | 1991   | 2001   | 2011   |
| ------- | ------ | ------ | ------ |
| ألمانية | 95.01٪ | 97.32٪ | 89.96٪ |
| إيطالي  | 4.57٪  | 2.55٪  | 9.53٪  |
| لادن    | 0.42٪  | 0.13٪  | 0.51٪  |

## روابط خارجية
- (بالألمانية والإيطالية) Homepage of the municipality
- (بالألمانية، الإيطالية، والإنجليزية) Tourism info